# 塔瓦库勒乡
塔瓦库勒乡，是中华人民共和国新疆维吾尔自治区和田地區和田县下辖的一个乡镇级行政单位。

## 行政区划
塔瓦库勒乡下辖以下地区：
喀拉托格拉克村、英也尔村、翁村、也克先拜巴扎村、喀萨普艾日克村、阿克喀吾斯塘村、塔尔艾格勒村、博尔赞村、吐沙拉村、协海尔博依村、玉龙喀什村、喀克夏勒村、英巴格村、阿特贝希村、喀提其村、阔什诺尔村、巴克墩村、阿克墩村和吐孜亚依拉克村。